# مارینی دلیورا
مارینی دلیورا (انگلیسی: Marini De Livera؛ زادهٔ)، دیپلمات، و وکیل اهل سری‌لانکا است. او همچنین به عنوان رئیس سابق اداره ملی حفاظت از کودکان در سری‌لانکا در سال ۲۰۱۹ خدمت کرده‌است.
وی همچنین برندهٔ جوایزی همچون جایزه بین‌المللی زنان شجاع شده‌است.